# Praça de Toiros de Melilha
A Praça de Touros de Melilha (Espanha) é a praça de touros da cidade espanhola de Melilha e a única da comunidade autónoma da Melilha e está classificada na segunda categoria das praças de touros espanholas.

## História
Construída em estilo neobarroco no terreno da colina desmantelada de San Lorenzo, onde no início do século XX surgiu uma necrópole datada entre os séculos I e II a.C, segundo o projeto da equipa de arquitetos liderada por Alejandro Blond Gonzaléz e composta também por Manuel Sainz de Vicuña, Federico Faci, Jenaro Cristos e José Varela entre 17 de janeiro de 1946, ano em que a praça já estava a funcionar, e 6 de setembro de 1947, data da sua inauguração. A praça foi benzida pelo vigário eclesiástico Carrasco, com o comandante-geral de Melilha Rada e o presidente da Câmara Fernando Álvarez Claro no dia da sua inauguração. A primeira tourada realizou-se a 8 de setembro de 1946 e a inauguração oficial ocorreu um ano depois, a 6 de setembro de 1947, com a presença do Alto Comissário de Espanha em Marrocos, Tenente General José Enrique Varela. Para este evento foram anunciados nos cartazes os destros Gitanillo de Triana, Manuel Rodríguez Manolete e Pepín Martín Vázquez e touros da fazenda Santa Coloma-Joaquín Buendía. Manolete, no entanto, não se apresentou na praça de touros de Melilha devido à sua morte na praça de touros de Linares poucos dias antes, a 28 de agosto. O toureiro Pepín Martín Vázquez também esteve ausente. Assim, foi então anunciado o cartaz inaugural com Domingo Ortega, Gitanillo de Triana, Luis Miguel Dominguín e Agustín Parra Parrita. Os primeiros troféus entregues na praça foram para Domingo Ortega, que pelo seu trabalho obteve duas orelhas, uma cauda e uma pata; Dominguín obteve duas orelhas e um rabo com duas voltas na arena no seu primeiro touro, mas foi apanhado no sétimo da tarde, revelando-se o primeiro espadachim ferido na praça de touros africana.
Nas festividades do padroeiro de 1949, o padre Fernández abençoou a sua capela com a imagem da Virgem do Perpétuo Socorro. O jornalista tauromáquico Gregorio Corrochano batizou-a como Mesquita das Touradas.

## Descrição
É construído com pedra local e tijolos tarugos para as paredes estruturais e vigas de ferro e telhas vermelhas para o telhado. Tem uma planta circular, com um único anel em dois pisos e três entradas monumentais, às quais se chega depois de subir umas escadas ou rampas para vencer os desníveis. Tem capacidade para 8.000 espectadores e está classificado como segunda categoria.

## Galeria

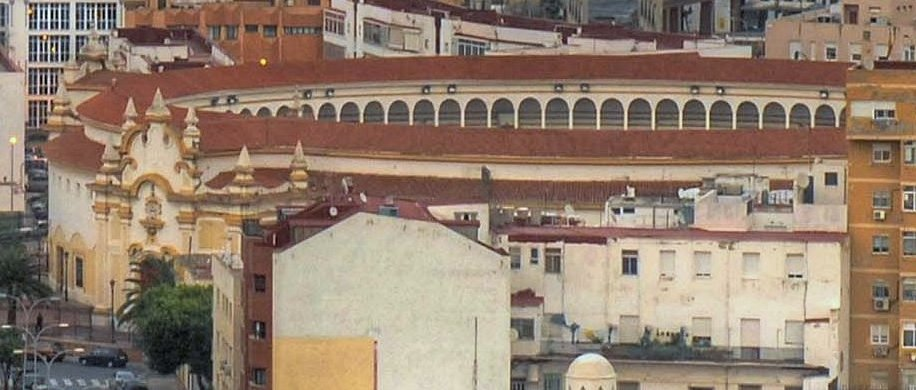
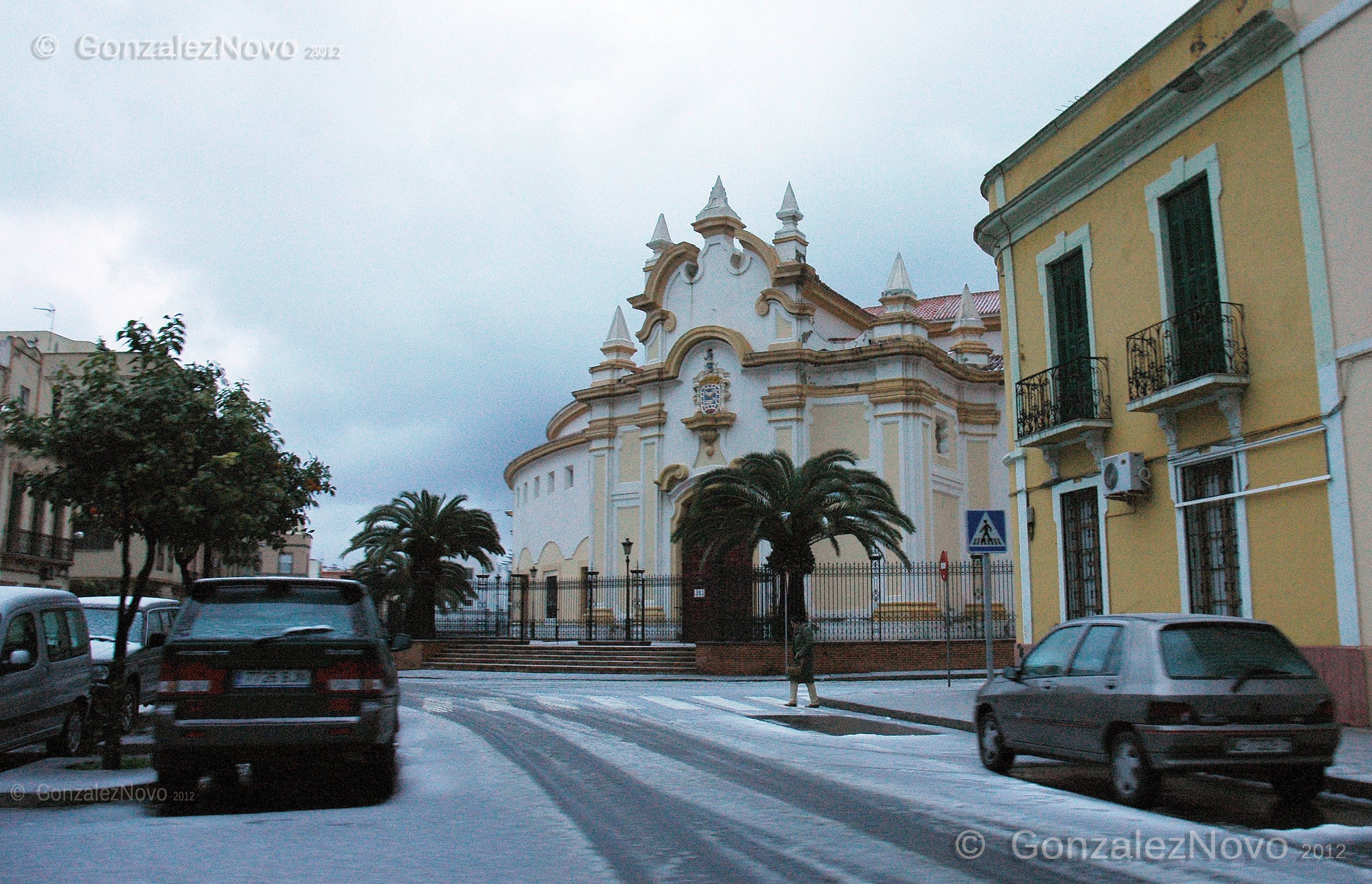
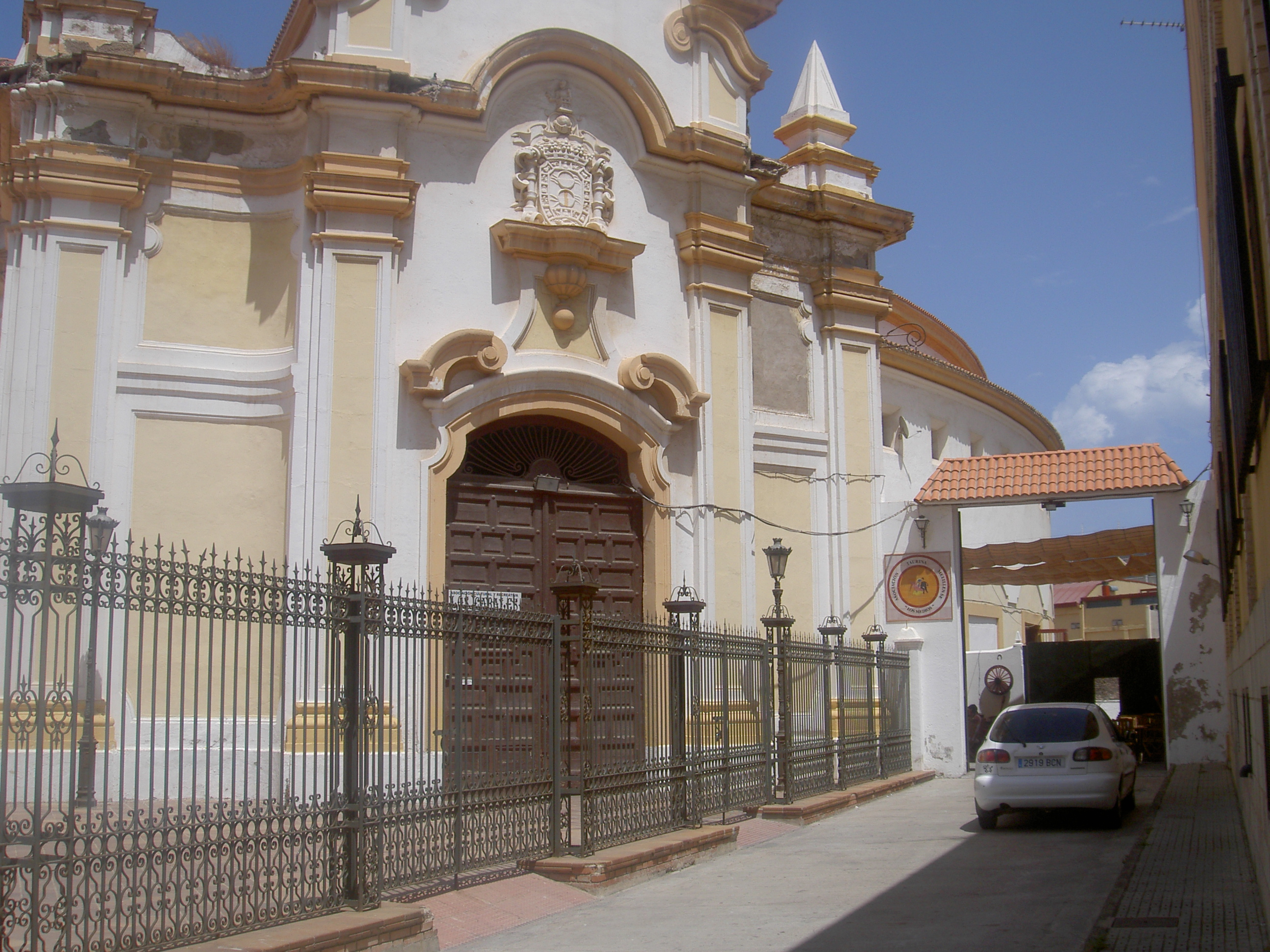
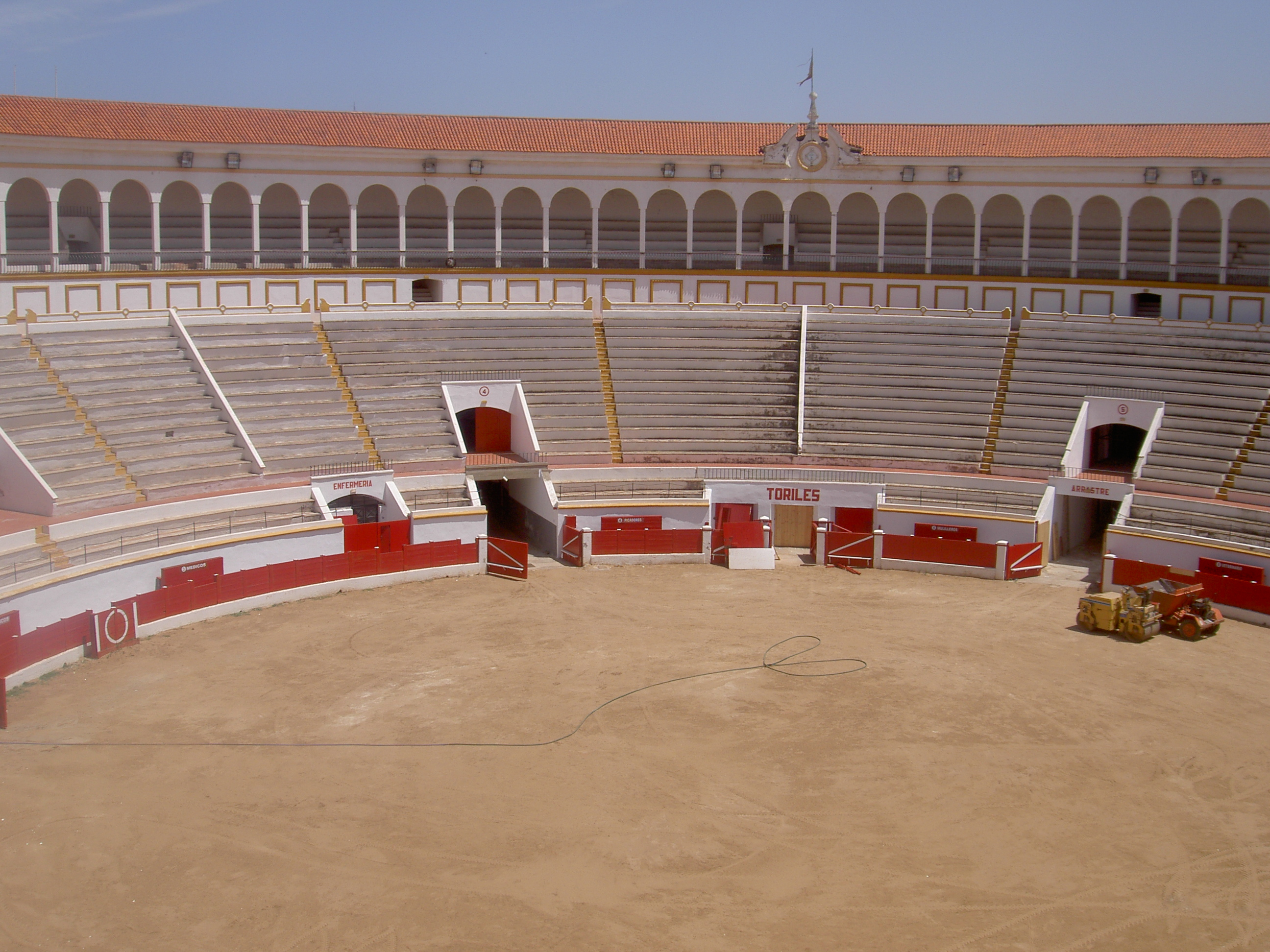
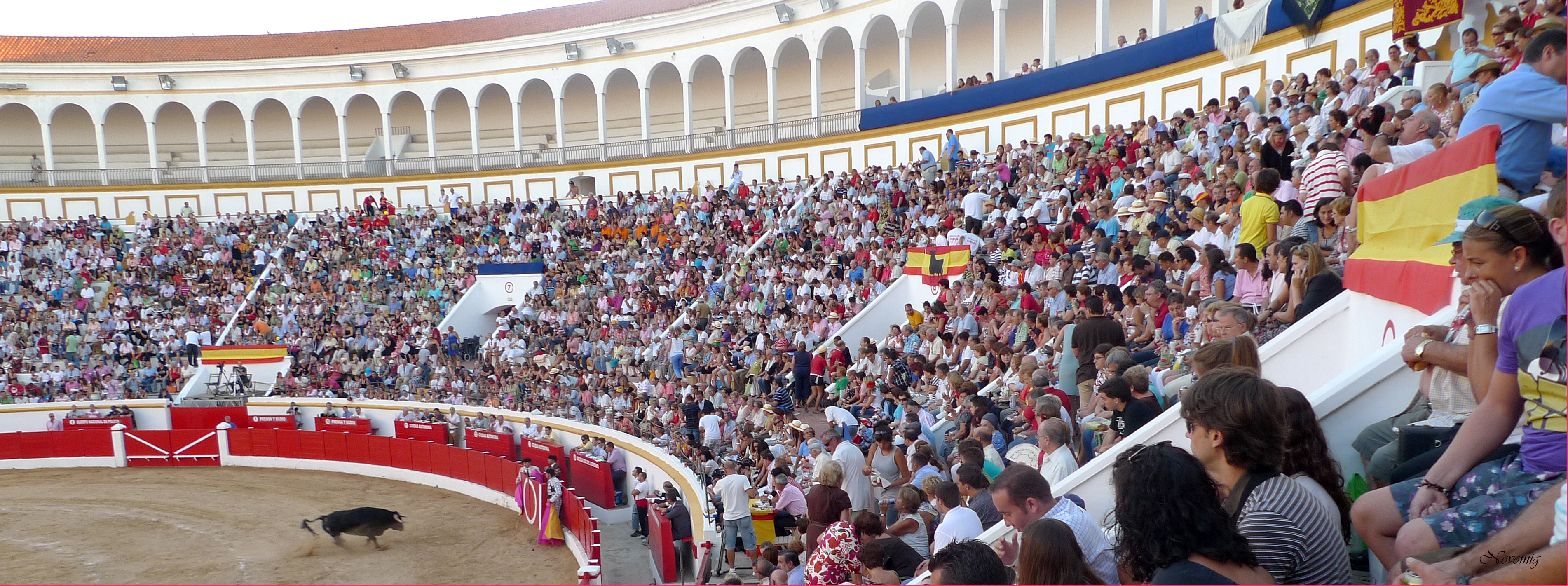